# Chirdon
Chirdon var en civil parish 1866–1958 när det uppgick i Greystead, i grevskapet Northumberland i England. Civil parish var belägen 7 km från Bellingham och hade 45 invånare år 1951.